# 銀のさら
宅配寿司 銀のさら（英: Gin no Sara Delivery Sushi Service）は、株式会社ライドオンエクスプレスホールディングスのグループ企業が展開する宅配寿司チェーンである。

## 概説
現在のライドオンエクスプレスグループは、1992年4月に岐阜市にてサンドイッチの宅配業務店舗「サブマリン」で創業。1995年7月に株式会社サブマリンを設立し、1998年から岐阜市を中心に前身である「寿司衛門」の展開を始めた。しかし、「寿司衛門」の商標を後発他社に抑えられてしまい、2000年に「銀のさら」に名称変更した。
銀のさらが10店舗を達成したのは2000年5月。2001年7月には株式会社ベンチャー・リンクと資本提携し、株式会社レストラン・エクスプレスを設立。2013年にライドオン・エクスプレスに社名変更した。
かつて（およそ2000年〜2010年頃）は飲食業とはかけ離れ、購買意欲の促進にという目的に全く囚われない程の奇抜なシュールギャグ的な内容のCMを製作、放送する企業として知られていた。現在は比較的寿司の美味さを表現した｢普通｣の内容のCMを主に放送している。

## 店舗
店舗数は宅配寿司業界日本一で、2024年時点で387店舗を展開している。そのうち約100店舗はセカンドブランドの「すし上等!」であり、ネタの重さを回転寿司チェーン並に減らして価格を抑えた業態となっている。
2022年にはバンコクの日本生鮮卸売市場に出店している。

## 沿革
- 1998年
  - 2月 - 岐阜県岐阜市に「寿司衛門」第1号店がオープン。
  - 10月 - 本社を愛知県名古屋市に移転。
- 2000年3月 - 「銀のさら」に名称変更、10店舗達成。
- 2001年10月 - フランチャイズ加盟募集開始。30店舗達成。
- 2002年
  - 4月 - 本社を東京都台東区に移転。
  - 7月 - 100店舗達成。
  - 11月 - 200店舗達成。
- 2003年7月 - 250店舗達成。
- 2004年
  - 第18回全日本DM大賞佳作受賞。
  - 6月 - 宅配釜飯「釜寅」との複合店舗を展開開始。
- 2006年
  - 250店舗達成。
  - 12月 - 本社を東京都港区に移転。
- 2009年3月 - 300店舗達成。
- 2012年4月 - 350店舗達成。
- 2015年4月 - 妹ブランド「すし上等!」第1号店をオープン。
- 2019年7月 - 和食レストラン「銀のさら」を岐阜県岐阜市に出店。
- 2022年9月 - タイのバンコクに海外初のフランチャイズ店舗を出店[3]。